# O Senhor dos Anéis (1978)
The Lord of the Rings (O Senhor dos Anéis, no Brasil e em Portugal) é um filme de alta fantasia animado de 1978 dirigido por Ralph Bakshi. O filme é uma adaptação do conto épico de alta fantasia de J. R. R. Tolkien, O Senhor dos Anéis, cujo enredo narra os eventos de The Fellowship of the Ring e a primeira parte de The Two Towers. Situado na Terra Média, o filme segue um grupo de hobbits, elfos, homens, anões e magos que formam uma sociedade. Eles embarcam em uma missão para destruir O Um Anel e garantir a morte de Sauron.
O diretor Ralph Bakshi descobriu os trabalhos de Tolkien no início de sua carreira e fez várias tentativas de produzir O Senhor dos Anéis em animação antes de receber o apoio do produtor Saul Zaentz e a distribuição da United Artists. O filme se destaca pelo uso frequente da rotoscopia, técnica que utiliza cenas filmadas com atores reais e que depois são convertidas em desenhos em celuloides de animação. O filme tem as vozes de Christopher Guard, William Squire, Michael Scholes, John Hurt, Simon Chandler, Dominic Guard, Michael Graham Cox, Anthony Daniels e David Buck e seu roteiro foi escrito por Peter S. Beagle, baseado em um rascunho feito por Chris Conkling.
Apesar do filme ter sido um sucesso financeiro, ele foi recebido de forma mista pela crítica especializada e nenhuma sequência foi produzida para contar o restante da história. Foi a primeira adaptação áudio-visual de O Senhor dos Anéis, seguida de uma mini-série finlandesa e posteriormente da trilogia de filmes de Peter Jackson.

## Enredo
No início da Segunda Era da Terra Média, elfos ferreiros forjaram nove anéis do poder para os homens mortais, sete para os senhores anões e três para os reis elfos. Em seguida, Sauron, um espírito primordial, forjou O Um Anel e o usou para tentar conquistar a Terra Média. O objeto foi apreendido pelo príncipe Isildur e, logo depois de seu assassinato, repousou no fundo do rio Anduin por mais de 2500 anos. Com o decorrer do tempo, Sauron coletou os nove anéis dos homens mortais e criou os Nazgûl, fantasmas quase imortais ligados ao poder do Um Anel. Durante uma pescaria, Déagol retira o anel do rio; fascinado pelo objeto, Sméagol assassina seu amigo e o toma para si. O Um Anel então distorce o corpo e a mente de Sméagol e o transforma na criatura Gollum. Posteriormente, Bilbo (Norman Bird) encontra o anel na caverna de Gollum e o leva para o Condado.
Anos mais tarde, durante a festa de aniversário de Bilbo, o mago Gandalf (William Squire) pede para que ele deixe o anel com seu parente Frodo (Christopher Guard). Bilbo relutantemente concorda e deixa o Condado. Gandalf sai em busca de respostas e descobre que se trata do O Um Anel e que as forças do mal descobriram que o mesmo estava em posse de um Bolseiro. Sem demora, o mago conta a história do anel para Frodo e o perigo que ele representa. Então, Frodo deixa o Condado acompanhado por três amigos hobbits: Pippin (Dominic Guard), Merry (Simon Chandler) e Sam (Michael Scholes) e leva consigo O Um Anel. Após escaparem dos Nazgûl, os hobbits eventualmente encontram Aragorn (John Hurt) em Bree, que os leva até Rivendell. Frodo é esfaqueado no Topo do Vento pelo chefe dos Nazgûl e fica adoecido pelo resto da viagem. Os Nazgûl os alcançam logo após se depararem com o elfo Legolas (Anthony Daniels) e com um impasse no vau de Rivendell, os Nazgûl são arrastados pelo rio.
Em Rivendell, Frodo é curado por Elrond (André Morell) e encontra Gandalf novamente. O mago conta que teve que escapar de Saruman (Fraser Kerr), e que o mesmo planejava se aliar com Sauron, mas que também queria tomar para si O Um Anel. Em um conselho, Frodo se voluntaria para ir até Mordor, único local em que o anel poderia ser destruído. Posteriormente Frodo sai de Rivendell com oito companheiros: Gandalf; Aragorn; Boromir (Michael Graham Cox), filho do regente de Gondor; Legolas; Gimli (David Buck), o anão; e os seus três amigos hobbits.
A tentativa de cruzar as Montanhas da Névoa é frustrada pela neve severa e eles são forçados a ir por Moria. Nas minas, eles são atacados por orcs e Gandalf cai em um abismo enquanto lutava contra um balrog. O restante da sociedade continua até o reino elfo de Lothlórien, onde eles encontram a rainha elfa Galadriel (Annette Crosbie). Posteriormente, Boromir tenta tomar o anel de Frodo, que escapa da emboscada. Apesar de querer continuar sua jornada sozinho, Sam insiste em acompanhá-lo. Boromir é morto por orcs ao tentar defender Merry e Pippin, que também haviam capturado os hobbits, e pretendiam levá-los para Isengard pela terra de Rohan. Os hobbits escapam e fogem para a Floresta de Fangorn, onde encontram Barbárvore (John Westbrook). Aragorn, Gimli e Legolas rastreiam Merry e Pippin pela floresta e reencontram Gandalf, que reapareceu após destruir o balrog.
Os quatro, em seguida, dirigem-se para Edoras, capital de Rohan. Gandalf convence o rei Théoden (Philip Stone) que seu povo está em perigo. Posteriormente, Aragorn, Gimli e Legolas viajam para o Abismo de Helm. Frodo e Sam descobrem Gollum perseguindo-os em uma tentativa de recuperar o anel, mas a criatura é capturada. Ele oferece orientação durante o caminho para a Montanha da Perdição em troca de sua vida. Gollum, eventualmente, começa a conspirar contra os hobbits, e se pergunta se "ela" pode ajudar. No Abismo de Helm, as forças de Théoden resistem aos orcs enviados por Saruman até Gandalf chegar com os cavaleiros ausentes de Rohan.

## Dublagem original
- Christopher Guard como Frodo[6]
- William Squire como Gandalf[6]
- Michael Scholes como Sam[6]
- John Hurt como Aragorn[6]
- Simon Chandler como Merry[6]
- Dominic Guard como Pippin[6]
- Norman Bird como Bilbo[6]
- Michael Graham Cox como Boromir[6]
- Anthony Daniels como Legolas[6]
- David Buck como Gimli[6]
- Peter Woodthorpe como Gollum[6]
- Fraser Kerr como Saruman[6]
- Philip Stone como Théoden[6]
- Michael Deacon como Gríma[6]
- André Morell como Elrond[6]
- Alan Tilvern como Barliman Butterbur[6]
- Annette Crosbie como Galadriel[6]
- John Westbrook como Barbárvore[6]

## Produção

### Desenvolvimento
O diretor Ralph Bakshi conheceu a história de O Senhor dos Anéis durante os meados da década de 1950, enquanto trabalhava como animador para o estúdio Terrytoons. Em 1957, o jovem animador começou a tentar convencer as pessoas de que a história poderia ser contada por meio de animação. Em 1969, os direitos foram transferidos para a United Artists (UA), onde os cineastas Stanley Kubrick e John Boorman tentaram adaptar a história. Ao contrário do que diz uma lenda urbana, a Disney nunca adquiriu os direitos de O Senhor dos Anéis.
Em meados da década de 1970, Bakshi, que havia alcançado sucesso de bilheterias produzindo filmes de animação para adultos como Fritz the Cat, deparou-se com as tentativas da United Artists e de John Boorman de adaptar a história. Ele disse que Boorman tinha planejado produzir todas as três partes de O Senhor dos Anéis em um único filme e comentou: "Eu pensei que era loucura, certamente, uma falta de caráter da parte de Boorman. Por que você quer mexer com qualquer coisa que Tolkien fez?" Quando a adaptação proposta de Boorman se desfez, Bakshi aproximou-se do estúdio e propôs dirigir uma das três adaptações cinematográficas animadas do livro:
Eles disseram que tudo bem; Boorman havia entregado o seu roteiro de setecentas páginas, e perguntaram se eu queria lê-lo. Eu disse, "Bem, são todos os três livros em um?" Eles disseram, "Sim, mas ele alterou vários personagens e acrescentou outros. Ele tem alguns tênis que está comercializando no meio." Eu disse, "Não, eu prefiro não lê-lo. Prefiro fazer o roteiro o mais próximo do livro, usando diálogos e cenas de Tolkien." Eles disseram, "Tudo bem, porque não entendemos uma palavra que Boorman escreveu. Nós nunca lemos os livros. [...] Não temos tempo para lê-los. Você entende disso, Ralph, então vá fazê-lo."— Ralph Bakshi
Bakshi conversou com Dan Melnick, o então presidente do Metro-Goldwyn-Mayer (localizado no mesmo edifício da United Artists). "Eu pensei que ele iria entender o que os anéis significavam, porque a United Artists não entendeu." Bakshi e Melnick fizeram um acordo com Mike Medavoy da United Artists para comprar o roteiro de Boorman. "O roteiro de Boorman custou 3 milhões de dólares, de modo que Boorman estava feliz na piscina, gritando, rindo e bebendo, porque ele recebeu 3 milhões para seu script ser jogado fora." No entanto, o projeto foi cancelado após a demissão de Melnick do Metro-Goldwyn-Mayer. Então, Bakshi contatou Saul Zaentz, que concordou em produzir o filme. Antes do início da produção, a adaptação de três peças originais foi negociada para duas partes pela United Artists, e Bakshi reuniu-se com a filha de Tolkien, Priscilla, para discutir como o filme seria feito. Ela mostrou-lhe o quarto onde seu pai fez as escritas e os desenhos. Bakshi diz: "Minha promessa à filha de Tolkien era ser fiel ao livro. Eu não ia dizer: 'Ei, vou jogar fora o Gollum e alterar esses dois personagens. 'Meu trabalho era dizer: 'Isto é o que o gênio disse.'"

### Direção

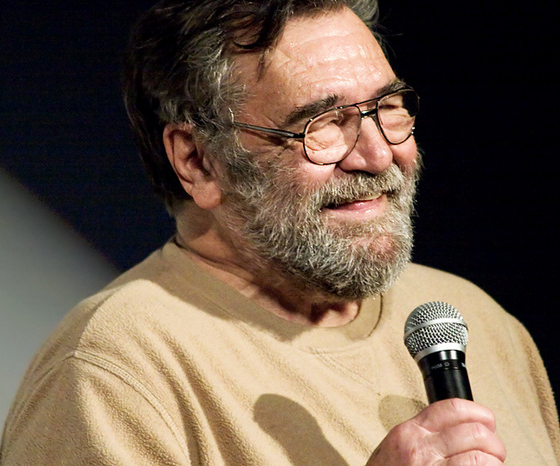
Bakshi em janeiro de 2009

Bakshi disse que um dos problemas com a produção foi que se tratava de um filme épico, porque "épicos são complicados de ser produzidos. O maior desafio era ser fiel ao livro." Quando perguntado o que ele estava tentando realizar com o filme, Bakshi afirmou: "O objetivo era trazer o máximo de qualidade possível para o trabalho. Eu queria ilustração real, em oposição aos desenhos animados." Bakshi disse que as descrições dos personagens não foram incluídas porque eles são vistos no filme:
Não é tão importante para mim como um hobbit se parece. Todo mundo tem sua própria ideia da aparência dos personagens. É importante para mim que a energia de Tolkien sobreviva. É importante que a qualidade da animação corresponda à qualidade de Tolkien. Quem se importa quão grande o nariz de Gandalf é? A tendência da animação é apenas se preocupar com o desenho. Se o filme funciona, se você concorda sobre o rosto ou não de Bilbo, o resto torna-se inconsequente.— Ralph Bakshi
As principais influências artísticas de Bakshi no filme foram ilustradores clássicos como Howard Pyle e N. C. Wyeth; ele declarou que ilustradores contemporâneos não eram uma influência sobre o estilo do filme.
O filme é um choque de vários estilos assim como em todos os meus filmes. Eu gosto dos fundos melancólicos. Eu gosto de drama. Eu gosto de cores saturadas. Claro, um grande problema era controlar os artistas para que eles desenhem igualmente. Como você faz que seiscentas pessoas desenhem um personagem da mesma forma? A tendência é querer deixar o artista ter alguma liberdade, mas, em seguida, alguém iria deixar de fora um chapéu ou um chifre em um personagem. [...] Eu acho que temos conseguido uma verdadeira ilustração em oposição a desenhos animados. Artisticamente, nós podemos fazer o que quisermos.— Ralph Bakshi

### Roteiro
Um primeiro rascunho do roteiro foi escrito por Chris Conkling, que contou a maior parte da história por meio de analepses do ponto de vista de Merry Brandybuck. Após Bakshi e Zaentz lerem o primeiro rascunho de Conkling, o autor de fantasia Peter S. Beagle foi chamado para fazer uma reescrita. Segundo o site do editor Conlan Press, Beagle escreveu vários rascunhos do roteiro por apenas cinco mil dólares sob influência de fortes promessas de Saul Zaentz contratá-lo para futuros projetos mais bem pagos. Zaentz depois renegou essas promessas.

### Diferenças entre o livro
O filme possui algumas diferenças em relação ao livro, mas no geral segue a narrativa de Tolkien. Sobre o processo de adaptação, Bakshi afirmou que alguns elementos da história "tiveram de ser deixados de fora, mas nada foi realmente alterado." O filme se centra na jornada de Frodo de Bolsão para Bree. Entretanto, as cenas na fazenda de Maggot, na casa de Frodo e na casa do misterioso Tom Bombadil nas profundezas da Floresta Velha são omitidas. Portanto, Maggot e sua família, Bombadil e sua esposa Fruta d'Ouro são totalmente omitidos do filme, juntamente com Fatty Bolger, um hobbit que acompanhou Frodo no início da jornada. Segundo Bakshi, o personagem de Tom Bombadil "caiu", porque "ele não se moveu ao longo da história.

### Animação
A divulgação do filme anunciou que Bakshi havia criado "a primeira pintura do filme", utilizando "uma técnica totalmente nova no cinema." Grande parte do filme utilizou filmagens live-action, que, então, sofreram um processo de rotoscopia para produzir um olhar animado. Esse fato salvou a produção de altos custos e deu aos personagens animados um olhar mais realista. No The Animated Movie Guide do historiador de animação Jerry Beck, a contribuinte Marea Boylan escreveu que até aquele ponto, "os filmes de animações não retratavam extensas cenas de batalha com centenas de personagens. Ao utilizar o rotoscópio, Bakshi podia traçar cenas altamente complexas de live-action e transformá-las em animação, capturando a complexidade das filmagens sem incorrer nos custos exorbitantes de produção de um filme desse molde."
Eu contei que na Disney um ator foi reproduzido como um desenho animado com toda aquela exageração. Em O Senhor dos Anéis eu tinha os atores para transformar. A rotoscopia no passado tem sido utilizada em cenas até então exageradas. A ação se torna desenho animado. [...] É o método tradicional da rotoscopia mas a abordagem não é tradicional. A rotoscopia é um realismo diferente de tudo o que foi visto. É realmente uma coisa única para animação. O número de personagens que se deslocam em uma cena é impressionante. Em O Senhor dos Anéis, você tem centenas de pessoas em uma cena.— Ralph Bakshi
Para a parte em live-action, Bakshi, o elenco e a equipe foram para a Espanha, onde os modelos dos rotoscópios agiram nas  partes dos trajes. Durante uma grande filmagem, os diretores do sindicato pediram uma pausa para o almoço e Bakshi secretamente filmou os atores em trajes de orcs movendo-se para a mesa de craft service e usou a metragem no filme. Muitos dos atores que contribuíram com as vozes dessa produção também atuaram nas cenas rotocopiadas. As ações de Bilbo e Sam foram realizadas por Billy Barty, enquanto Sharon Baird serviu como modelo para o desempenho de Frodo. Outras performances usadas nas sessões de rotoscopia incluíram: John A. Neris como Gandalf, Walt Robles como Aragorn, Felix Silla como Gollum, Jeri Lea Ray como Galadriel e Aesop Aquarian como Gimli, embora algumas das animações produzidas terem sido retiradas do filme.
Bakshi afirmou que ele não pensava em rodar o filme totalmente em live-action até ele ver que isso realmente funcionaria bem. Ele adquiriu diversas noções sobre o processo, como ondulação. "Em uma cena, algumas figuras estavam de pé em uma colina e uma grande rajada de vento veio e as sombras se moveram para frente e para trás sobre as roupas e ficou inacreditável na animação. Eu não acho que eu poderia passar a sensação de frio na tela sem mostrar neve ou um sincelo no nariz de um cara. Os personagens têm peso e eles se movem corretamente." Depois que o laboratório espanhol que desenvolveu o filme descobriu que as linhas telefônicas, helicópteros e carros poderiam ser vistos nas filmagens de Bakshi, tentaram incinerar o filme, dizendo para o primeiro assistente de Bakshi que "se esse tipo de cinematografia desleixada saísse, ninguém de Hollywood jamais voltaria para a Espanha para filmar novamente.
Após as filmagens live-action, cada quadro das filmagens foi impresso e colocado atrás de um celuloide de animação. Os detalhes de cada quadro foram copiados e pintados no celuloide. Tanto o live-action quanto as sequências animadas foram roteirizadas. Sobre a produção, Bakshi é citado como dizendo:
Fazer duas imagens [a referência de live-action e a animação final do filme] em dois anos é uma loucura. A maioria dos diretores quando termina uma edição está acabado; estávamos apenas começando. Eu tive mais do que eu esperava. A equipe era nova e adorava isso. Se a equipe adora, normalmente é um ótimo sinal.— Ralph Bakshi
Embora continuasse a utilizar a rotoscopia em American Pop, Hey Good Lookin' e Fire and Ice, Bakshi mais tarde se arrependeu de utilizar o mecanismo, afirmando que ele sentiu que era um erro para traçar a fonte de filmagem ao invés de usá-lo como um guia.
Mike Ploog (co-criador de Lobisomem) foi um dos vários funcionários que tiveram um papel na animação deste filme. Ploog também estava envolvido em outras animações de Ralph Bakshi, como no notável filme Wizards.

### Música
A trilha sonora foi composta por Leonard Rosenman. Bakshi quis incluir músicas do Led Zeppelin, mas o produtor Saul Zaentz insistiu em uma partitura orquestral, porque ele não seria capaz de liberar as músicas da banda em sua gravadora Fantasy Records. Bakshi mais tarde declarou que ele odiava a trilha sonora de Rosenman, achando que esta havia ficado muito clichê. Em Lord of the Rings: Popular Culture in Global Context, Ernest Mathijs escreveu que a trilha sonora de Rosenman "é um meio termo entre seus maiores sons, mas dissonantes do que alguns sons anteriores e de sua mais tradicional (e menos desafiadora) música [...] Na análise final, a trilha sonora sobre a Terra Média de Rosenman tem pouco para marcá-la como distinta, contando com tradições de músicas (incluindo músicas do filme) mais do que qualquer tentativa específica para pintar um retrato musical das diferentes terras e povos da imaginação de Tolkien." A trilha do filme foi divulgada como um LP duplo no álbum da trilha sonora. A edição limitada de colecionador foi criada pela Fantasy Records como um LP duplo e disco de imagem com quatro cenas: "The Hobbits leaving Hobbiton", "The Ringwraiths at Bree", "Gandalf and the Balrog" e "Journey with the Orcs". Em 2001, o álbum foi lançado em CD, com faixas bônus.

## Sequência
O filme foi originalmente destinado a ser distribuído como O Senhor dos Anéis Parte I. Segundo Bakshi, quando ele completou o filme, os executivos da United Artists disseram-lhe que eles estavam planejando lançar o filme sem indicar que uma sequência se seguiria, porque sentiram que o público não iria pagar para ver metade de um filme:
Eu disse a eles que não poderiam retirar a Parte I do título, porque as pessoas irão pensar que elas verão todo o filme e ele não está lá. Tivemos uma enorme luta, e eles lançaram como o O Senhor dos Anéis. Então, quando o filme chegou ao fim, as pessoas estavam atordoadas no teatro, ainda pior do que eu imaginava que seria, porque eles estavam esperando para ver o filme todo. As pessoas continuam me dizendo que eu nunca terminei o filme e eu continuo dizendo: 'exatamente!'".— Ralph Bakshi
"Se tivesse dito 'Parte I', eu acho que todo mundo teria respeitado isso. Mas porque o título não disse 'Parte I', todo mundo veio à espera de ver todos os três livros, e é aí que a confusão aconteceu."— Ralph Bakshi
The Film Book of J.R.R. Tolkien's the Lord of the Rings, publicado pela Ballantine Books em 12 de outubro de 1978, ainda se refere à sequência no revestimento interior da capa do livro. Bakshi afirmou que ele nunca teria feito o filme se soubesse o que iria acontecer durante a produção. Ele cita que a razão da produção do filme era guardá-lo para Tolkien, porque ele amava muito os anéis.
"[O filme] me fez perceber que eu não estou interessado em [adaptar histórias de outros escritores]. De que a coisa que parecia me interessar mais foi disparando minha boca grande, ou sentado em uma sala e pensar em como você se sente sobre essa questão ou aquela questão e como você se executa, que ao longo de uma audiência, era a parte mais emocionante da minha vida."— Ralph Bakshi

## Recepção

### Bilheteria e premiações
O Senhor dos Anéis foi um sucesso financeiro. Em bilheteria, o filme arrecadou 30,5 milhões de dólares contra um orçamento de quatro milhões. Nas premiações, o filme foi indicado nas categorias de melhor apresentação dramática e melhor filme de fantasia nos eventos Hugo e Saturno, respectivamente. A trilha sonora de Leonard Rosenman foi indicada ao Globo de Ouro na categoria melhor trilha sonora original e Bakshi conquistou um prêmio Golden Gryphon no Festival de Cinema de Giffoni.

### Resposta crítica
As respostas dos críticos em relação ao filme foram mistas, mas geralmente consideraram uma "falha, mas inspiradora interpretação". No Rotten Tomatoes, o filme recebeu uma pontuação de 50%.
O escritor Frank Barrow do The Hollywood Reporter escreveu que o filme era: "ousado e incomum no conceito." Joseph Gelmis, contribuinte do Newsday, escreveu que "a recompensa principal do filme é uma experiência visual diferente de tudo o que os outros filmes de animação estão fazendo no momento." Roger Ebert chamou o esforço de Bakshi de "uma faca de dois gumes" e "um trabalho inteiramente respeitável, ocasionalmente impressionante... [que] ainda está muito aquém do charme e da varredura da história original." Vincent Canby do The New York Times chamou o filme de "entorpecente e impressionante." David Denby da revista New York sentiu que o filme não faria sentido para os telespectadores que ainda não haviam lido o livro. Denby escreveu que o filme era muito escuro e faltava humor, concluindo que "as escabrosas violências sem sentido o deixou exausto e enojado com o final." Michael Barrier, um historiador de animação, descreveu O Senhor dos Anéis como um dos dois filmes que demonstraram "que Bakshi estava completamente desprovido de auto-disciplina artística que poderia ter lhe permitido superar suas limitações."

### Reconhecimento
O filme tem sido citado como uma influência sobre a trilogia cinematográfica do diretor Peter Jackson. Depois de inicialmente negar ter visto o filme de Bakshi, Jackson admitiu ter assistido a história pela primeira vez através do filme em 1978, afirmando que o mesmo era uma "tentativa corajosa e ambiciosa." Então, Bakshi declarou: "Peter Jackson disse que o primeiro filme inspirou-o a ir em frente e fazer a série, mas isso aconteceu depois que eu estava reclamando e gemendo com um monte de entrevistadores, pois no início ele havia dito que nunca viu o filme." Nos comentários do filme The Lord of the Rings: The Fellowship of the Ring, Jackson admite uma homenagem intencional ao filme de Bakshi, em uma cena onde aparece um hobbit na festa de aniversário de Bilbo gritando "Proudfeet!"
Bakshi também afirmou que ele tem "sentimentos mistos" sobre as adaptações de Jackson, embora não tivesse visto os filmes. "Em alguns aspectos eu me sinto bem que Peter Jackson prosseguiu com a história, e em alguns aspectos eu me sinto mal que Saul Zaentz e várias pessoas nunca me chamaram, agradeceram ou pediram minha permissão para realizar o filme. [...] [Nem] me enviaram uma garrafa de vinho pelo tremendo sucesso. [...] Mas eu tenho mais sentimentos sobre o lado do negócio do que o lado criativo. Estou contente por Peter Jackson ter um filme para olhar, eu não tive uma referência. E, certamente, há muito o que aprender ao assistir qualquer filme, tanto pelos seus erros quanto seus acertos. Então, ele teve condições mais fáceis do que eu e um orçamento muito melhor."

## Legado
O filme foi adaptado em forma de revista em quadrinhos sob licença da Tolkien Enterprises, com sua arte desenvolvida pelo artista espanhol Luis Bermejo. No mercado europeu, três emissões foram publicadas a partir de 1979. Entretanto, não foram publicadas nos Estados Unidos ou traduzidas para o inglês devido a problemas de direitos autorais. Uma mini-série finlandesa também foi produzida.
A Warner Bros., detentora dos direitos de 1973 a 1990, lançou O Hobbit, O Senhor dos Anéis e O Retorno do Rei em VHS e DVD, ambos embalados e vendidos separadamente ou como uma trilogia em formato de box set. Enquanto a versão em VHS se encerra com o narrador dizendo "Aqui termina a primeira parte da história da Guerra do Anel", a versão em DVD tem uma narração alternativa: "As forças das trevas foram expulsas para sempre da face da Terra-Média pelos valentes amigos de Frodo. Como sua galante batalha terminou, assim, também, termina o primeiro grande conto de O Senhor dos Anéis." Em 6 de abril de 2010, O Senhor dos Anéis foi lançado em uma edição de luxo para blu-ray e DVD. A obra foi selecionada como o 36.º maior filme de animação pela revista Time Out e classificado como o 90.º maior filme de animação de todos os tempos pelo Online Film Critics Society.